# Cristiada (film)
Cristiada (For Greater Glory - The True Story of Cristiada) è un film del 2012 diretto da Dean Wright, basato sulla Guerra Cristera (o Cristiada, da cui il titolo) (1926 – 1929).
Il film è stato distribuito nelle sale italiane dal 15 ottobre 2014, per iniziativa di Dominus Production.

## Trama
Il film è aperto dai titoli che descrivono gli articoli anticlericali presenti nella Costituzione del Messico del 1917. Quando il neoeletto presidente messicano, Plutarco Elías Calles (Rubén Blades), avvia una violenta e implacabile repressione contro la fede cattolica, nel paese scoppia una guerra civile (indicata successivamente come guerra cristera). Le chiese sono date alle fiamme, si verificano omicidi di preti e contadini, i cui corpi vengono poi appesi ai pali del telegrafo quale monito.
La storia si sposta allora su Padre Christopher (Peter O'Toole), prete cattolico spietatamente ucciso dai Federales. Il tredicenne José Luis Sanchez (Mauricio Kuri), testimone del delitto, si unisce ai ribelli, i Cristeros, guidati dal generale in pensione Enrique Gorostieta Velarde (Andy García), che prende il ragazzo come suo protetto. Catturato durante uno scontro con i Federales, José è sottoposto a tortura. Il ragazzo, però, non rinuncia alla sua fede e per questo è messo a morte. L'anno seguente anche il generale Gorostieta muore in battaglia, nello stato di Jalisco.
Nel 1929, accordi tra le due fazioni pongono fine ai combattimenti e viene ristabilita in parte la libertà religiosa. Papa Benedetto XVI ha beatificato José nel 2005, con altri dodici martiri tra i Cristeros. José è stato poi canonizzato il 16 ottobre 2016 da papa Francesco.
Dopo i titoli di coda viene mostrata l'immagine originale dell'esecuzione di padre Miguel Agustín Pro, che apre le braccia a croce mentre subisce il martirio.

## Produzione

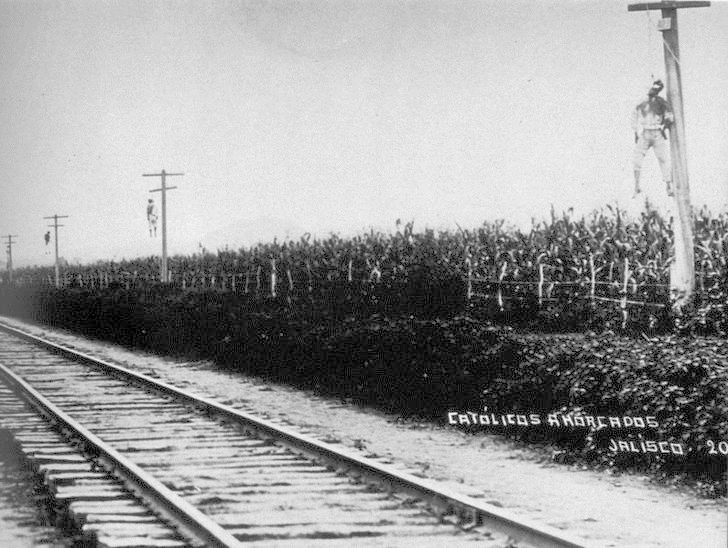
La fotografia che è stata utilizzata per ricreare una scena dinamica nel film.

Il film è basato sulle cronache del 1976 The Cristero Rebellion, scritte dallo storico francese Jean Meyer, che risiede in Messico.
Le riprese sono iniziate nel maggio del 2010 e proseguite per dodici settimane (tra il 31 maggio e il 16 agosto 2010). Il film è stato girato a Città del Messico, Durango, Zacatecas, San Luis Potosí, Tlaxcala e Puebla.
In una scena del film è stata riprodotta una famosa fotografia che testimonia le impiccagioni dei cristeros. Nel film la scena è stata resa dinamica con vista da un treno in transito.
Il film è stato in parte finanziato dal gruppo Knights of Columbus, tra i quali ci sono reduci o discendenti di Cristeros.

## Premi e riconoscimenti
ALMA Award 2012: nomination come:
- Favorite Movie
- Favorite Movie Actor: Andy Garcia
- Favorite Movie Actress - Drama/Adventure: Eva Longoria
- Favorite Movie Actor: Supporting Role: Oscar Isaac
- Favorite Movie Actor: Supporting Role: Rubén Blades

Ariel Awards 2013: nomination per Silver Ariel Best Art Direction (Mejor Diseño de Arte): Salvador Parra
Image Award 2013: nomination per Outstanding International Motion Picture
MovieGuide Awards 2013:
Vincitore:
- Faith and Freedom Award
- Grace Award Most Inspiring Performance in Movies: Andy Garcia

Nomination:
- Epiphany Prize	Most Inspiring Movie
- Grace AwardMost Inspiring Performance in Movies: Mauricio Kuri